# Clive Barker
Clive Barker (Liverpool, 5 de outubro de 1952) é um escritor, cineasta, roteirista, ator, produtor de cinema, artista plástico e dramaturgo inglês. Clive Barker escreve o que costuma descrever como literatura fantástica e terror. Barker veio à proeminência em meados dos anos 80 com uma série de histórias curtas, os Livros de sangue, que o estabeleceu como um escritor consagrado do horror. Ele já escreveu muitos romances e outros trabalhos, e sua ficção foi adaptada em filmes, notadamente a série Hellraiser e Candyman. Ele foi o Produtor Executivo do filme Deuses e Monstros.
As pinturas e as ilustrações de Barker foram exibidas em galerias nos Estados Unidos assim como dentro de seus próprios livros. Ele criou personagens e séries originais para quadrinhos, e algumas de suas histórias de horror mais populares foram adaptadas para quadrinhos
Seus arquivos têm sido uma fonte de material para biografias e livros de não-ficção contendo seus ensaios pessoais, discussões de seu trabalho de teatro, entrevistas e outros conteúdos.
Nove de seus dezoito livros já foram publicados no Brasil.

## Biografia
Barker nasceu em Liverpool, Merseyside, filho de Joan Ruby, pintora e assistente social de uma escola, e Leonard Barker, diretor de pessoal de uma empresa de relações industriais. Esse homem multifacetado, entrou na Universidade de Liverpool para estudar literatura inglesa e filosofia.
Quando tinha três anos de idade, Barker testemunhou o paraquedista francês Léo Valentin cair durante uma performance em um show aéreo em Liverpool. Barker mais tarde iria aludir a Valentin em muitas de suas histórias.

## Carreira de escritor
Barker é um autor de horror / fantasia contemporânea. Ele começou a abordar o horror no início de sua carreira, principalmente na forma de histórias curtas (coletadas em Livros de Sangue 1 - 6) e o romance The Damnation Game (1985). Mais tarde, migrou para a fantasia moderna e fantasia urbana com elementos de horror em Weaveworld (1987), The Great and Secret Show (1989), Imajica (1991) e Sacrament (1996).
Nos anos 80, ele se tornou o nome mais proeminente da literatura de terror contemporânea. Quando lançou no início da sua carreira, os primeiros 3 volumes da sua bem-sucedida coletânea de contos chamados Livros de Sangue, por uma pequena editora inglesa chamada Sphere Books em 1984, eles fizeram um modesto sucesso no Reino Unido.
O verdadeiro estouro mundial da obra foi quando ela foi lançada nos Estados Unidos, com o endosso (na verdade um elogio rasgado) do grande responsável pela popularização do Terror na literatura, o mundialmente famoso escritor Stephen King, com a frase mais do que conhecida: "Eu vi o futuro do Horror… E seu nome é Clive Barker". Como influências em sua escrita, Barker lista Herman Melville, Edgar Allan Poe, Ray Bradbury, William S. Burroughs, William Blake e Jean Cocteau, entre outros.
Ele é o escritor da série Abarat, e planeja produzir mais dois romances da série.

## Trabalho no cinema
Barker tem profundo interesse na produção cinematográfica. Ele escreveu os roteiros de Underworld e Rawhead Rex (1986), ambos dirigidos por George Pavlou. Decepcionado com a forma como seu material foi tratado, ele dirigiu Hellraiser (1987), baseado em sua novela The Hellbound Heart. Depois que seu filme Nightbreed (1990) fracassou, Barker escreveu e dirigiu Lord of Illusions (1995). O conto "The Forbidden", de Barker's Books of Blood, forneceu a base para o filme de 1992 Candyman e suas duas sequências. Barker foi produtor executivo do filme Gods and Monsters (1998), que recebeu grandes elogios da crítica. Ele estava trabalhando em uma série de adaptações cinematográficas dos livros da série The Abarat sob a direção da Disney, mas por causa de diferenças criativas, o projeto foi cancelado.
Em 2005, Barker e o produtor de filmes de terror Jorge Saralegui criaram a produtora de filmes Midnight Picture Show com a intenção de produzir dois filmes de terror por ano.
Em outubro de 2006, Barker anunciou através de seu site que estava escrevendo o script para um remake do filme Hellraiser. Ele está desenvolvendo um filme baseado na linha Tortured Souls de brinquedos da McFarlane Toys.

## Artes visuais
Barker é um artista visual prolífico, muitas vezes ilustrando seus livros. Suas pinturas foram vistas nas capas das coleções de suas peças, Encarnações (1995) e Formas do Céu (1996); E na segunda impressão das publicações britânicas originais dos livros da série Livros de sangue. Barker também forneceu a arte para sua novela para jovens e adultos The Thief of Always e para a série Abarat. Suas obras de arte foram exibidas na Bert Green Fine Art em Los Angeles e Chicago, na Bess Cutler Gallery em Nova York e La Luz De Jesus em Los Angeles. Muitos de seus esboços e pinturas podem ser encontrados na coleção Clive Barker, Illustrator, publicada em 1990 por Arcane / Eclipse Books, e em Visions of Heaven and Hell, publicado em 2005 pela Rizzoli Books.
Ele trabalhou no jogo Undying, fornecendo a voz para o personagem Ambrose. Undying foi desenvolvido pela DreamWorks Interactive e lançado em 2001. Ele trabalhou em Jericho Clive Barker para Codemasters, que foi lançado no final de 2007.
Barker criou trajes de Halloween para fantasias.

## Histórias em quadrinhos
Barker publicou Razorline pela Marvel Comics em 1993
As obras de Barker neste segmento incluem; Hellraiser, Nightbreed, Pinhead, The Harrowers, O livro do condenado, e Jihad(pela Marvel/Epic comics); Tapping The Vein, Dread, o filho de Celuloide, Revelations, Vida da Morte, Rawhead Rex e The Yattering e Jack(pela Eclipse books), e Primal (pela Dark Horse Comics), entre outros. Barker serviu como um consultor e escritor na antologia em quadrinhos Hellraiser.
Em 2005, a IDW publicou uma adaptação em três edições do romance de fantasia para crianças de Barker The Thief of Always, escrito e pintado por Kris Oprisko e Gabriel Hernandez. A IDW está publicando uma adaptação em 12 números do romance The Great and Secret Show de Barker.
Em dezembro de 2007, Chris Ryall e Clive Barker anunciaram a colaboração em uma série de quadrinhos original, Torakator, a ser publicada pela IDW.
Em outubro de 2009, IDW publicou Seduth, coescrito por Barker. O trabalho foi lançado com três capas variantes.
Em 2011, Boom! Studios começou a publicar uma antologia baseada em Hellraiser.
Em 2013, Boom! Studios anunciou Próximo testamento, a primeira história original escrita por Barker para ser publicada no formato de quadrinhos.

## Vida pessoal
Em 2003, Barker recebeu o Prêmio Davidson / Valentini no 15.º Prêmio GLAAD Media.
Barker tem sido crítico da religião organizada ao longo de sua carreira, mas ele afirmou que a Bíblia influencia seu trabalho e espiritualidade. Em 2003, Barker declarou que era um cristão durante uma entrevista com Bill Maher quando Ann Coulter implicou que não era.
Barker disse em uma entrevista de dezembro de 2008 (publicada em março de 2009) que ele tinha pólipos em sua garganta que eram tão graves que um médico lhe disse que ele estava recebendo dez por cento do ar que deveria receber. Ele fez duas cirurgias para removê-los e acredita que sua voz resultante é uma melhora sobre como era antes das cirurgias. Ele disse que não tinha câncer e que desistiu de charutos.
Desde 2015, é membro do conselho de conselheiros do Hollywood Horror Museum.

## Relacionamentos
Em uma aparição de 20 de agosto de 1996 em um programa de rádio chamado Loveline, Barker afirmou que durante a adolescência teve vários relacionamentos com mulheres mais velhas, e identificou-se como homossexual aos 18 ou 19 anos de idade. Barker declara-se abertamente gay desde o início dos anos 90. Sua relação com John Gregson durou de 1975 até 1986. Foi durante este período, com o apoio que Gregson forneceu, que Barker foi capaz de escrever a série Livros de sangue e The Damnation Game. Mais tarde, ele passou treze anos com o fotógrafo David Armstrong, descrito como seu marido na introdução de Coldheart Canyon; Eles se separaram em 2009.

### Livros
- (1985) The Damnation Game - (Br::- O Jogo da Perdição - 1989 - Civilização Brasileira)
- (1986) The Hellbound Heart - (Br: - Hellraiser - Renascido do Inferno - 2015 - Darkside)
- (1987) Weaveworld - (Br: - A Trama da Maldade - 1995 - Civilização Brasileira)
- (1988) Cabal - (Br: - Raça da Noite - 1994 - Civilização Brasileira; - Cabal: Raça das Trevas- 2024 - Darkside)
- (1989) The Great  Secret Show
- (1991) Imajica
- (1992) The Thief of Always (Br: - O Ladrão da Eternidade - 2006 - Ediouro/Pixel)
- (1994) Everville
- (1996) Sacrament (Br: - Sacramento - 1998 - Bertrand Brasil)
- (1998) Galilee (Br: - Galilee - 2006 - Bertrand Brasil)
- (2001) Coldheart Canyon: A Hollywood Ghost Story (Br: - O Desfiladeiro do Medo - 2002 - Bertrand Brasil)
- (2001) Tortured Souls
- (2002) Abarat - (Br: - Abarat - 2003 - Cia da Letras)
- (2004) Abarat: Days of Magic, Nights of War
- (2007) Mister B. Gone
- (2009) Mr. Maximillian Bacchus And His Travelling Circus
- (2010) The Candle in the Cloud
- (2011) Absolute Midnight
- (2015) The Scarlet Gospels (Br: - Evangelho de Sangue - 2016 - Darkside)

### Coleções
- (1984-1985) Blood Books - Livros de Sangue - (Br: - São 6 Volumes - Civilização Brasileira - 1990-1997 e Vol. 1 a 6 - Darkside (2020-2023)
- (1987) The Inhuman Condition
- (1987) In the Flesh
- (1990) Clive Barker, Illustrator
- (1992) Illustrator II: The Art of Clive Barker
- (1995) Incarnations: Three Plays
- (1996) Forms of Heaven: Three Plays
- (2000) The Essential Clive Barker: Selected Fiction
- (2005) Visions of Heaven and Hell
- (2010) Black Is the Devil's Rainbow: Tales of a Journeyman

### Não ficção
- (2010) The Painter, The Creature and The Father of Lies: Essays by Clive Barker

## Filmografia
| Ano          | Titulo                          | Diretor | Produtor | Escritor |
| ------------ | ------------------------------- | ------- | -------- | -------- |
| 1973         | Salome                          | X       |          |          |
| 1978         | The Forbidden                   | X       |          |          |
| 1985         | Transmutations                  |         |          | X        |
| 1986         | Rawhead Rex                     |         | X        | X        |
| 1987         | Hellraiser                      | X       |          | X        |
| 1988         | Hellbound: Hellraiser II        |         | X        |          |
| 1990         | Nightbreed                      | X       |          | X        |
| 1992         | Hellraiser III: Hell on Earth   |         | X        |          |
| 1992         | Candyman                        |         | X        |          |
| 1995         | Candyman: Farewell to the Flesh |         |          | X        |
| 1995         | Lord of Illusions               | X       | X        | X        |
| 1996         | Hellraiser: Bloodline           |         | X        |          |
| 1998         | Gods and Monsters               |         | X        |          |
| 1999         | Candyman 3: Day of the Dead     |         |          | X        |
| 2006         | The Plague                      |         | X        |          |
| 2008         | Book of Blood                   |         |          | X        |
| 2008         | The Midnight Meat Train         |         | X        |          |
| 2009         | Dread                           |         | X        |          |
| 2013         | Hellraiser: Origins             |         | X        |          |
| 2018         | Hellraiser: Judgment            |         |          | X        |
| 2021         | Candyman                        |         |          | X        |
| 2022         | Hellraiser                      |         |          | X        |
| 2024         | Night of the Zoopocalypse       |         | X        | X        |
| por anunciar | Tortured Souls: Animae Damnatae | X       |          | X        |
| por anunciar | Born                            |         | X        |          |

## Jogos de computador
- Clive Barker's Undying
- Clive Barker's Demonik (cancelado)
- Clive Barker's Jericho
- Clive Barker's Nightbreed: The Action Game
- Clive Barker's Nightbreed: The Interactive Movie